# Eris perpasta
Eris perpasta là một loài nhện trong họ Salticidae.
Loài này thuộc chi Eris. Eris perpasta được Arthur Merton Chickering miêu tả năm 1946.